# Stazione di Settingiano
La stazione di Settingiano è una fermata ferroviaria posta sulla linea Lamezia Terme-Catanzaro Lido, a servizio del comune di Settingiano.